# Maumere
La città di Maumere si trova in Indonesia ed è il maggior centro urbano presente sull'isola di Flores, con una popolazione di poco inferiore ai 100.000 abitanti. È capoluogo di uno dei distretti in cui è divisa l'isola, la Reggenza di Sikka, nell'ambito della provincia indonesiana di Nusa Tenggara Orientale; la città è anche sede di una diocesi della Chiesa cattolica, eretta nel 2005. Nel terremoto che ha devastato l'Indonesia nel 1992, Maumere ha subito ingentissimi danni.